# محمود أباد جديد (دشتاب)
محمود أباد جدید (بالفارسية: محمودآباد جدید) هي مستوطنة تقع في إيران في قسم دشتاب الريفي.